# Theridion pyrenaeum
Theridion pyrenaeum är en spindelart som beskrevs av Denis 1944. Theridion pyrenaeum ingår i släktet Theridion och familjen klotspindlar. Inga underarter finns listade i Catalogue of Life.